# Johannes Bruzelius
Johannes Petri Bruzelius, född 1663 i Ingatorps församling, Jönköpings län, död 16 juni 1702 i Flisby församling, Jönköpings län, var en svensk präst i Flisby församling.

## Biografi
Johannes Bruzelius föddes 1663 på Ingatorps gästgivargård i Ingatorps församling. Han blev 1682 student vid lunds universitet och 1687 magister vid Wittenbergs univeristet. Han arbetade som rektor vid Ystads trivialskola och prästvigdes 1690. Bruzelius blev sedan pastorsadjunkt i Ingatorps församling och senare komminister i Bellö församling. År 1702 blev han kyrkoherde i Flisby församling. Han avled 16 juni 1702 i Flisby församling.

### Familj
Bruzelius gifte sig med Elisabeth Rymonia som var dotter till prosten Nicolaus Benedicti Rymonius och Sara Werelia i Ingatorps församling.